# Makrobiotik
Makrobiotik (grekiska makros, stor, omfattande och bios, liv) är en livsstil som lägger stor vikt vid kostens betydelse för en god hälsa på alla plan, dvs det fysiska, mentala, känslomässiga och andliga. Den grundades på 1920-talet i Japan av George Oshawa som ansåg sig med hjälp av en enkel, traditionell kost enligt gammal asiatisk filosofi lyckades bota sig själv från TBC. En av hans lärjungar, Michio Kushi spred sedan denna lära till västerlandet. Dietens eventuella hälsobringade effekt erkänns inte av etablerade medicinska organisationer.
Enligt makrobiotiken beror sjukdomar på att man är ur balans, antingen för mycket yin eller för mycket yang. För att undvika eller komma ifrån tillstånd av obalans ska man äta kost som är "balanserad" i fråga om yin och yang. Man undviker också extremer som till exempel rött kött (extrem yang) och socker (extrem yin). Basfödan är hela korn av olika sädesslag, lokala grönsaker efter säsong, bönor/bönprodukter och sjögräs.
Kosten sätts samman och bereds beroende på bland annat årstid, klimat, arbete och hälsotillstånd.
Idén är dock inte ny. Redan Hippokrates från Kos (c:a 460-370 f.Kr.) beskrev i sina skrifter Corpus Hippocraticum vad mat, motion och miljö hade för inverkan på hälsan.